# Fatty à la clinique
Pour plus de détails, voir Fiche technique et Distribution.
Fatty à la clinique (titre original : Good Night, Nurse) est une comédie burlesque américaine écrite et réalisée par Roscoe Arbuckle sortie en 1918.

## Synopsis
Lassée de son mari alcoolique et ayant lu une annonce publicitaire dans un journal, la femme de Fatty traîne ce dernier à la clinique pour y être opéré afin d’être définitivement débarrassé de l’envie de boire. Mais une fois dans la place, ce dernier n’a de cesse que de s’enfuir.
Le film débute par un long préambule mettant en scène Fatty, un soir d’orage, sous l’emprise de l’alcool et une pluie battante, tentant de se réfugier dans un drugstore. Destinée à introduire l’argument du film, cette scène fonctionne comme un court-métrage autonome avec ses propres gags, son développement indépendant et ses personnages en donnant le sentiment de se retrouver face à deux courts métrages distincts mais accolés, cassant l’unité de l’histoire.
Parvenus à la clinique, on découvre un Buster Keaton en chirurgien/boucher et Al St. John très discret. À l'inverse, Alice Lake y campe le rôle d’une jeune femme aliénée assez surréaliste. Fatty est anesthésié à grand renfort de chloroforme avant d’être opéré pour avoir mangé un thermomètre. Réveillé et après avoir vérifié son intégrité, Fatty tente de s’évader de la clinique, avec la complicité d’Alice Lake dont on ne sait jamais véritablement si elle simule ou non, puis seul. L’évasion est l’occasion d’une gigantesque bataille de polochon qui remplace la traditionnelle bataille de tarte à la crème mais surtout d’une scène de séduction entre Fatty travesti en infirmière et Buster Keaton. Le jeu des acteurs choisissant la timidité et la retenue sauve le gag de la pantalonnade habituelle, Fatty avec son visage poupin ayant souvent eu recours au travestissement.
Tout semble se terminer hors des murs de la clinique après une course-poursuite lorsque Fatty est rattrapé par le chirurgien et ses infirmiers, mais les dernières images nous ramènent en « come-back » à la salle d’opération où Fatty se réveille de son anesthésie montrant que tout ceci ne fut qu’un rêve et sert de chute au film.

## Fiche technique
- Titre : Fatty à la clinique
- Titre original : Modèle:Labng
- Réalisation : Roscoe Arbuckle
- Scénario : Roscoe Arbuckle
- Photographie : George Peters
- Montage : Herbert Warren
- Producteur : Joseph M. Schenck
- Société de production : Comique Film Corporation
- Société de distribution : Paramount Pictures
- Pays de production :  États-Unis
- Langue : film muet avec les intertitres en anglais
- Format : Noir et blanc — 35 mm — 1,33:1 — Muet
- Genre : Comédie, Film burlesque
- Durée : deux bobines
- Date de sortie : 
  - États-Unis : 8 juillet 1918

## Distribution
- Roscoe "Fatty" Arbuckle : Fatty
- Buster Keaton : la femme au parapluie/Dr Hampton (Dr Lupczynski en VF)
- Al St. John : l'assistant du chirurgien
- Alice Lake : la malade aliénée
- Joe Bordeaux :
- Kate Price : l’infirmière
- Joe Keaton : le malade avec les bandages (non crédité)
- Dan Albert : le majordome/l’infirmier (non crédité)

Luke, le chien.

## À noter
- Le film a été tourné en Californie : au centre de santé Arrowhead Hot Springs à San Bernardino[1] et aux Studios de la Comique à Long Beach.